# Czechy na Halowych Mistrzostwach Europy w Lekkoatletyce 2011

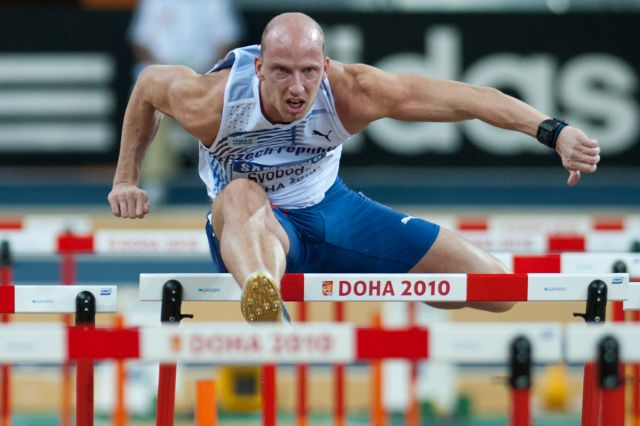
Petr Svoboda

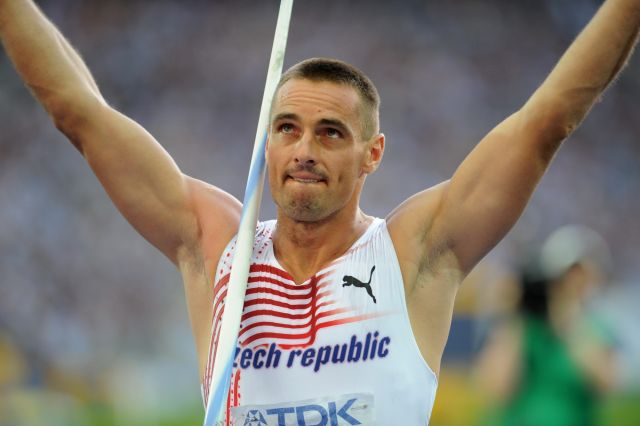
Roman Šebrle

Czechy na Halowych Mistrzostwach Europy w Lekkoatletyce 2011 – reprezentacja Czech powołana do reprezentowania kraju na halowych mistrzostwach Europy w Paryżu od 4 do 6 marca.
Reprezentacja Czech liczyła 16 zawodników – minimum uprawniające do występu w tych zawodach wypełnił także tyczkarz Michal Balner jednak podczas mityngu Samsung Pole Vault Stars 2011 w Doniecku (12 lutego) przy próbie na 5,82 złamał tyczkę i doznał kontuzji dłoni, która uniemożliwiła mu start we Francji. 

## Wyniki reprezentantów Czech

### Mężczyźni
- bieg na 60 metrów[4].
  - Libor Žilka z czasem 6,68 zajął 10. miejsce w półfinale i nie awansował do finału
  - Jan Velba z czasem 6,71 zajął 15. miejsce w półfinale i nie awansował do finału

- bieg na 400 metrów[5]
  - Pavel Maslák z czasem 48,14 zajął 20. miejsce w eliminacjach odpadając z dalszej rywalizacji

- bieg na 1500 metrów[6]
  - Jakub Holuša z czasem 3:47,57 zajął 5. miejsce

- bieg na 60 metrów przez płotki[7]
  - Petr Svoboda z czasem 7,49 zdobył złoty medal

- skok wzwyż[8]
  - Jaroslav Bába z wynikiem 2,34 zdobył srebrny medal

- skok w dal[9]
  - Roman Novotný z wynikiem 7,66 zajął 8. miejsce
  - Štěpán Wagner z wynikiem 7,67 zajął 16. miejsce w eliminacjach i nie awansował do finału

- siedmiobój[10]
  - Roman Šebrle z wynikiem 6178 pkt. zdobył brązowy medal

### Kobiety
- bieg na 60 metrów[11]
  - Kateřina Čechová z czasem 7,42 zajęła 17. miejsce w eliminacjach nie awansując do dalszej rywalizacji

- bieg na 400 metrów[12]
  - Denisa Rosolová z czasem 51,73 zdobyła złoty medal

- bieg na 800 metrów[13]
  - Lenka Masná z czasem 2:06,05 zajęła 14. miejsce w eliminacjach nie awansując do dalszej rywalizacji

- bieg na 60 metrów przez płotki[14]
  - Lucie Škrobáková z czasem 8,10 zajęła 7. miejsce

- skok o tyczce[15]
  - Jiřina Ptáčníková z wynikiem 4,60 zajęła 4. miejsce

- pięciobój[16]
  - Zuzana Hejnová z wynikiem 4453 pkt. zajęła 7. miejsce
  - Eliška Klučinová nie wystartowała